# Breitenfeld an der Rittschein
Breitenfeld an der Rittschein là một đô thị thuộc huyện Feldbach trong bang Steiermark, nước Áo. Đô thị Breitenfeld an der Rittschein có diện tích 13,22 km², dân số cuối năm 2005 là 281 người.